# デビッド・ハモンド
デビッド・スウェル・ハモンド (David Thurwell Hammond、1881年1月5日 - 1940年) はアメリカの競泳自由形、水球の選手。1904年のセントルイスオリンピックに出場した。
1904年のオリンピックに、シカゴアスレチックアソシエーションから4 × 50ヤード自由形リレーと水球に出場し、それぞれ銀メダルを獲得した。